# Canicule de 2021 dans l'Ouest de l'Amérique du Nord
La canicule de 2021 dans l'Ouest de l'Amérique du Nord est un évènement météorologique extrême qui s'est produit aux mois de juin et de juillet 2021 et qui a touché une grande partie du Nord-Ouest Pacifique, notamment l'ouest du Nevada, le nord de la Californie, l'Oregon, l'Idaho et l'État de Washington aux États-Unis. Au Canada, les régions particulièrement touchées sont la Colombie-Britannique et, dans un second temps, l'Alberta, la Saskatchewan, le Yukon et les Territoires du Nord-Ouest. Il a également touché les régions intérieures du centre et du sud de la Californie et du nord-ouest et du sud du Nevada, bien que les anomalies de température n'aient pas été aussi extrêmes que dans les régions situées plus au nord.
Le phénomène, qui semble avoir été provoqué par la formation d'un dôme de chaleur, a été amplifié par le réchauffement climatique. Un record de chaleur à 49,6 °C a été enregistré à Lytton, au Canada. La canicule avait fait plus de 700 morts au 3 juillet 2021 et amené des conditions d'assèchement favorables aux incendies de forêts. La foudre a ainsi déclenché plusieurs feux, mais celui de Lytton, qui a conduit à l'évacuation de plus de 1 000 personnes, fait deux morts et détruit le village, semble avoir été causé par des étincelles provenant d'un train du Canadien National.

## Situation météorologique

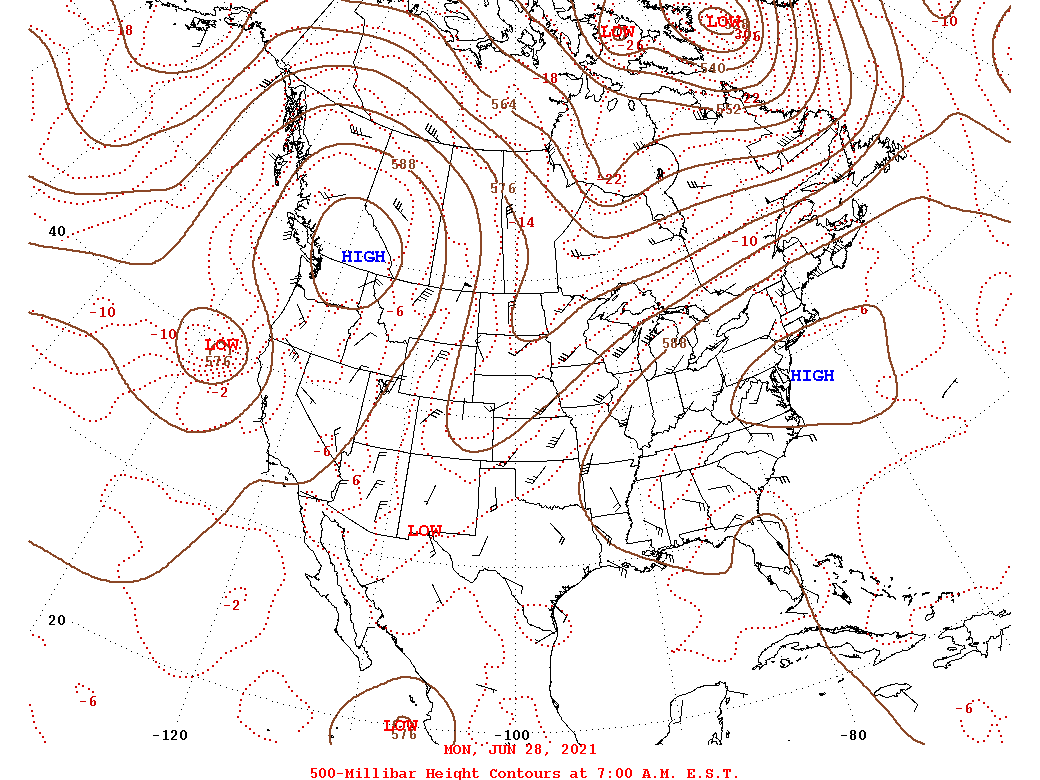
Situation d'un bloc Rex sur la Colombie-Britannique.

Le nord-ouest du Pacifique se trouve à proximité de l'anticyclone d'Hawaï, un système semi-permanent qui est le plus actif en été. En plus de cela, 2021 est une année de La Niña, un phénomène au cours duquel les eaux plus chaudes restent sur la partie ouest de l'océan Pacifique. Le 23 juin, le National Weather Service des États-Unis a mis en garde contre l'approche d'une vague de chaleur sur le nord-ouest du Pacifique dont les origines pourraient être attribuées aux pluies torrentielles en Chine. Cette masse d'air chaud et humide a été transporté par le courant-jet vers l'est au-dessus des eaux plus froides du Pacifique où il a rencontré une crête barométrique d'altitude le 25 juin qui dévia sa trajectoire. En même temps, le Sud-Ouest des États-Unis subissait une sécheresse intense, donnant des températures plus élevées que la moyenne plus tôt en juin,. Ses restes se sont déplacés alors vers le nord-ouest,.
Ces conditions ont mené à un blocage météorologique de type Rex sur la Colombie-Britannique et le nord-ouest des États-Unis. Dans cette situation, un anticyclone stationnaire ne laisse pas passer les dépressions ce qui aurait pu refroidir la région. Il forme plutôt un dôme de chaleur, alors que l'air déjà chaud se réchauffe plus rapidement que d'habitude, intensifiant la crête. En effet, le 27 juin, la valeur sur la carte géopotentielle de 500 hPa (à gauche) à Prince George, en Colombie-Britannique, était la plus élevée jamais enregistrée dans la région et les stations adjacentes ont également signalé des valeurs records. Les vents descendants des montagnes ont réchauffé davantage l'air dans les vallées et le réchauffement climatique peut aussi avoir agi comme amplificateur du phénomène.
Après que le dôme de chaleur a plané au-dessus de la Colombie-Britannique et du Nord-Ouest des États-Unis pendant quelques jours, il a commencé à se déplacer vers l'est, battant des records à l'est des montagnes Rocheuses, en particulier dans le nord des Prairies canadiennes, tout en apportant un soulagement à la côte du Pacifique,. Au contraire, l'air plus instable et humide à l'ouest du bloc mena au développement de nuages d'orage, produisant de la foudre et allumant des feux de forêt,.

## Impact

### Records de température
Une grande partie du nord-ouest des États-Unis et de l'ouest du Canada, normalement connue pour son climat tempéré en juin, a connu des températures maximales de 11 à 19 °C au-dessus de la moyenne saisonnière pendant cette vague de chaleur. Les températures étaient si anormales que les minimums nocturnes étaient plus élevés que les maximums diurnes normaux que cette région connait à cette période de l'année.
Les températures les plus élevées de la canicule ont été enregistrées en Colombie-Britannique, mais d'autres provinces et territoires au Canada ont également souffert. Au 29 juin, 103 records de chaleur de tous les temps avaient été établis dans l'Ouest canadien. Même dans les Territoires du Nord-Ouest des records ont été battus : le 28 juin, Nahanni Butte a établi un record régional à 38,1 °C et 2 jours plus tard, Fort Smith, juste au nord de la frontière avec l'Alberta, a atteint 39,9 °C ce qui a battu le précédent record territorial de tous les temps, enregistré au même endroit en 1941. Cependant, le mercure le plus élevé a atteint 49,6 °C à Lytton  (Colombie-Britannique) le 29 juin, battant de loin le record antérieur enregistré au Canada 84 ans plus tôt. Cela s'est produit après avoir établi de nouveaux records consécutifs de 46,6 °C et 47,9 °C au même endroit les deux jours précédents,.
Aux États-Unis, plusieurs grandes villes, dont Seattle, Portland et Spokane, ont connu des températures élevées dépassant de loin 38 °C et des températures minimales supérieures aux maximums diurnes normaux de la région. La température la plus chaude pendant la vague de chaleur aux États-Unis a été enregistrée à Peshastin dans le comté de Chelan, de l'État de Washington, où les températures ont grimpé à 48 °C le 29 juin, dépassant légèrement le précédent record de l'État,,. Les parties du sud-est de l'intérieur de l'État de Washington étaient presque aussi chaudes, égalant la marque précédente de 48 °C,. Les données préliminaires suggèrent qu'une station à Alpowa Creek près de Clarkston (Washington), a atteint 50,5 °C le même jour, ce qui reste à confirmer.

### Surmortalité
En Colombie-Britannique, le 1er juillet, les estimations font état d'une surmortalité de 195 % sur cinq jours, soit 321 morts.
On dénombre au 2 juillet au moins 79 morts liées à la canicule dans les États de l'Oregon et de Washington.
Le 3 juillet, les experts estiment que cette vague de chaleur, qui a déclenché des alertes à la canicule dans des zones où habitent des millions de personnes, a fait près de 700 morts au Canada et au moins 16 aux États-Unis.

### Incendies et évacuations
Le village de Lytton a été détruit à 90 % par un incendie. Plus de 1 000 personnes ont dû être évacuées, en comptant les habitants et les communautés indigènes des environs.
De très nombreux incendies se sont par ailleurs déclarés en raison de la vague de chaleur asséchant la forêt qui fut suivie d'orages et de vents forts. Les incendies, eux-mêmes, avaient engendré des pyrocumulonimbus qui eux-mêmes engendrèrent des coups de foudre allumant de nouveaux foyers.
Le vendredi 2 juillet dans la soirée, le nombre d’incendies continuait d’augmenter en Colombie-Britannique, s’établissant à 152, dont 89 au cours des deux derniers jours. Le même jour, le gouvernement fédéral canadien annonce l'ouverture d'un centre d'opération des Forces armées canadiennes à Edmonton afin d'apporter une aide logistique.

### Autres
En Alberta, l'organisme contrôlant la distribution d'électricité a noté une demande de 11 721 MW le 29 juin, ce qui approchait du record historique, et a demandé aux consommateurs d'économiser l'énergie. De plus, la ville de Beaumont a émis une interdiction obligatoire d'utilisation de l'eau potable pour les usages non essentiels, citant des conditions de sécheresse. Dans le sud de la province, la chaleur est à l'origine de feux dans certains champs de blé, ce qui s'est combiné à une grave sécheresse dans la province pour mettre la récolte en péril. Le 4 juillet, malgré la fin de la canicule, les autorités ont rappelé que les incendies de forêt étaient toujours une menace.
En Colombie-Britannique, des centaines d'écoles, de commerces et même de certains centres de vaccination contre la Covid-19 ont fermé leurs portes en raison de la chaleur et du manque d'infrastructure de refroidissement suffisante. La vague de chaleur a provoqué la fonte rapide de certaines des neiges dans les Rocheuses, ce qui a forcé l'évacuation d'une semaine dans la vallée de Pemberton en raison de la montée des eaux. Des crues extrêmes ont également été signalées à Squamish et des alertes ont été émises pour d'autres endroits de la province. Cela a également fait grimper la demande d'électricité à des niveaux jamais vus auparavant. BC Hydro a signalé des niveaux de consommation atteignant 8 500 MW.
L'Idaho n'a pas connu de températures record et la vague de chaleur n'a causé aucun décès, mais Idaho Power a formellement demandé aux résidents de conserver l'énergie aux heures de pointe. La chaleur a également conduit à la fermeture temporaire d'un centre pour personnes âgées à Rathdrum et au report de certaines activités culturelles locales. De plus, la population de saumon rouge de l'Idaho s'est avérée menacée par l'augmentation de la température de l'eau, ce qui a incité à prendre des mesures préventives pour éviter d'endommager l'écosystème.
À Eugene (Oregon), où se tenaient les qualifications pour les Jeux olympiques d'été de Tokyo, la chaleur a provoqué l'évacuation du stade et le report de certains événements aux heures du soir, la température de la piste du stade dépassant les 66 °C, et poussé un athlète à se retirer de la course. Dans la région métropolitaine de Portland, les services de métro léger MAX et de trains de banlieue WES fut suspendu une partie du 27 juin et toute la journée du lendemain car leurs câbles d'alimention électrique s'étaient étirés et pendaient.
À Seattle, Washington, la ville a annoncé qu'elle arroserait les ponts-levis en acier avec de l'eau froide pour les empêcher de se coincer en raison de la dilatation thermique. Les trains sur rail léger LINK et le train de banlieue Sounder fonctionnaient à des vitesses réduites, car les voies ferrées et les lignes aériennes d'alimentaiton pouvaient se déformer sous l’effet de la chaleur extrême. Dans l'Est de l'État, des pannes de courant ont été signalées à Spokane, dont certaines étaient volontaires afin de réduire la charge sur les systèmes électriques. Certaines des entreprises locales ont également fermé en raison de la chaleur. Il se récoltait environ 5 000 tonnes de fruits par jour dans le nord-ouest du Pacifique au moment où la vague de chaleur a frappé. Les agriculteurs de l'Est de l'État ont dû envoyé les travailleurs dans les vergers la nuit pour limiter les pertes et les empêcher de subir un coup de chaleur.
Les fortes températures ont provoqué d’importants dégâts à la vie marine de la côte pacifique. Le biologiste Christopher Harley indique qu'un milliard de mollusques ont été « cuits » par la canicule en Colombie-Britannique.